# Sylwester (Morariu Andrievici)
Sylwester, imię świeckie Samuil Morariu Andrievici, niekiedy podawane w formie zukrainizowanej Morar-Andrijewycz (ur. 26 stycznia 1818 w Mitocu Dragomirnei  – zm. 12 kwietnia 1895 w Czerniowcach) – duchowny prawosławny, metropolita Bukowiny i Dalmacji w latach 1880–1895.
Moskalofil, w 1894 zabronił czytania książek i pism drukowanych w Galicji, obawiając się, iż mogłyby one przyciągnąć wiernych do Kościoła greckokatolickiego. W latach 1870-1880 był posłem do Rady Państwa.